# استخوان پیشانی
استخوان پیشانی (به انگلیسی: Frontal bone) استخوانی است که قسمت جلو و بالای جمجمه (پیشانی) را ساخته‌است. این استخوان پیشانی بخش جلویی جمجمه یا پیشانی، بخش بالایی حفره چشم و قسمت اعظم بخش جلویی کف جمجمه را به وجود می‌آورد. استخوان پیشانی از دو بخش راست و چپ تشکیل شده که به شکل استخوانی واحد درمی‌آید.
استخوان پیشانی دارای یک صفحه افقی و یک صفحه عمودی است. بخش عمودی، پیشانی و جدار قدامی کاسه سر را می‌سازد. سطح برونی این بخش محدب است و روی آن برآمدگی‌های پیشانی دیده می‌شود. در زیر این برآمدگی‌ها، قوس‌های ابرویی وجود دارد. سطح درونی بخش عمودی دارای چین‌هایی است که مربوط به چین‌های نیمکره‌های مغزی است. بخش افقی این استخوان در تشکیل حفره مغزی قدامی و بخش برونی آن در تشکیل سقف کاسه چشم شرکت می‌کند.
استخوان پیشانی شامل یک قسمت وسیع عمودی، یک قسمت کوچک افقی و یک لبه بینی–کاسه‌چشمی است. بخش عمودی آن به طرف عقب می‌رود. بخش افقی آن یک‌دست نیست و استخوان پرویزنی باعث ایجاد فاصله بین این بخش شده‌است. این استخوان در جلوی کاسه سر قرار دارد و پیشانی را می‌سازد. 
اجزاء این استخوان به دو قسمت تقسیم می‌شود: عمودی (صدفی) Squamous و افقی (حدقه‌ای) Orbital. بخش صدفی دارای نماهای درونی و بیرونی و پسین است. در نمای بیرونی بخش صدفی، کمان ابرو Superciliary arches و ابرومیان Glabella  قرار دارند. در نمای درونی بخش صدفی نیز شیار پیکانی (سهمی) Sagittal sulcus و ستیغ پیشانی Frontal crest قرار دارند.
در بخش چشمخانه‌ای (حدقه‌ای) هم این اجزاء دیده می‌شود: بریدگی پرویزنی Ethmoidal notch، حفره غده اشکی Fossa for lacrimal gland، گودی قرقره‌ای Trochlear fovea، سینوس پیشانی Frontal sinus، و مجرای پیشانی‌بینی Frontonasal duct.

## نمای بیرون‌سری
نمای بیرون‌سری استخوان پیشانی شاخص‌های استخوانی زیر را دارد:
برآمدگی پیشانی: دو برآمدگی که در دو طرف خط میانی و بالاتر از قوس‌های ابرویی قرار دارند. این برجستگی‌ها در بعضی افراد خیلی واضح است ولی در بعضی چندان واضح نیست. در ضخامت این برجستگی‌ها سینوسی وجود ندارد و روی این سطح خشونت استخوانی دیده نمی‌شود.
کمان ابرو کمی بالاتر از لبه فوقانی حلقه چشم و در طرفین خط وسط قرار دارند که در مردان برجسته‌تر است. در ضخامت این قوس‌ها سینوس‌های پیشانی وجود دارد. افزون بر این که در زن و مرد حجم سینوس‌های این ناحیه متفاوت است ممکن است در یک فرد حجم سینوس‌های پیشانی راست و چپ متفاوت باشد. این قوس‌ها محل رویش ابرو است.
ابرومیان در خط وسط بین کمان‌های ابرویی و کمی پایین‌تر از این کمان‌ها و بالای بخش بینی، ناحیه‌ای به نام ابرومیان وجود دارد که در دوره جنینی محل درز Suture شدن دو بخش استخوان پیشانی است.
حاشیه بالاچشمخانه‌ای Supraorbital margin : این ناحیه کمی پایین‌تر از کمان‌های ابرویی قرار گرفته و انتهای داخلی آن به بخش بینی و انتهای خارجی آن به زائده گونه‌ای ختم می‌شود.
در مرز یک‌سوم داخلی و دوسوم خارجی حاشیه بالاچشمخانه‌ای یک بریدگی یا سوراخی به نام سوراخ یا شیار بالاچشمخانه‌ای (بالاحدقه‌ای) Notch/Foramen Supraorbital وجود دارد که محل عبور عروق و اعصاب بالاچشمخانه‌ای است.
در شیار حدقه‌خیشومی orbitonasal ridge ناحیه‌ای وجود دارد که به استخوان بینی می‌چسبد و به آن «بخش بینی» Part Nasal می‌گوییم که در قسمت عقب این بخش خار بینی Nasal spine وجود دارد. این خار در جلو با استخوان بینی و در عقب با تیغه عمودی استخوان پرویزنی مفصل می‌شود و به این طریق قسمت کوچکی از دیواره بینی را می‌سازد. در انتهای خارجی حاشیه بالاچشمخانه‌ای زائده‌ای به نام زائده گونه‌ای وجود دارد که در آن این بخش از استخوان پیشانی با استخوان گونه مفصل می‌شود. از ریشهٔ زائده گونه‌ای، خطوطی به سمت بالا و بیرون کشیده می‌شود که به آنها خطوط گیجگاهی Temporal lines می‌گویند. این خطوط نهایتاً به استخوان آهیانه می‌رسند که خطوط گیجگاهی بالایی و پایینی را روی این استخوان ایجاد می‌کنند.

## نمای درون‌سری
نمای درون‌سری استخوان پیشانی مقعر است و در قسمت فوقانی خط وسط آن، یک شیار عمودی برای سینوس ساجیتال فوقانی دیده می‌شود. دو لبه این شیار در پایین به هم می‌پیوندند و ستیغ پیشانی را می‌سازند. لبه‌های شیار عمودی و ستیغ پیشانی، محل اتصال داس مغزی است. ستیغ پیشانی در پایین منتهی به یک بریدگی کوچک می‌شود که وقتی با استخوان پرویزنی مفصل می‌شود سوراخ کور را می‌سازند. در طرفین خط وسط بر روی سطح خلفی قسمت عمودی پیشانی فرورفتگی‌هایی مربوط به شکنج‌های نیمکره مغزی دیده می‌شود.
کناره خلفی:
این کناره با استخوان آهیانه مفصل شده و درزهای تاجی (سوچورهای کورونال) را می‌سازند. قسمت پایین این کناره با بال بزرگ پروانه‌ای (اسفنوئید) مفصل می‌شود.
بخش افقی:
قسمت افقی استخوان پیشانی شامل دو تیغه استخوانی سه‌گوش است به نام صفحه حدقه‌ای (چشمخانه‌ای، اربیتالی) است که قسمت اعظم سقف کاسه چشم را می‌سازند و توسط یک بریدگی U شکل به نام بریدگی پرویزنی (اتموئیدال) از هم فاصله دارند. هر صفحه حدقه‌ای شامل یک سطح تحتانی یا کاسه‌چشمی و یک سطح فوقانی یا مغزی است.
سطح تحتانی یا صفحه حدقه‌ای (چشمخانه‌ای): در قسمت قدامی – خارجی آن حفره کم عمق غده اشکی قرار دارد که جایگاه غده اشکی می‌باشد. در قسمت قدامی – داخلی آن، حفره یا خار کوچکی است به نام حفره یا خار قرقره‌ای Trochlear  که محل اتصال قرقره لیفی – غضروفی عضله مایل فوقانی کره چشم است. لبه خلفی صفحه اربیتال که تقریباً رأس آن را تشکیل می‌دهد با بال کوچک پروانه‌ای (اسفنوئید) مفصل می‌شود.
سطح فوقانی صفحه حدقه‌ای: محدب است و دارای شکنج‌هایی است که در اثر تماس با سطح تحتانی لوب پیشانی نیم‌کره مغزی ایجاد شده‌است.
بریدگی پرویزنی:
تقریباً شبیه U است که توسط صفحه پرویزنی استخوان پرویزنی (اتموئید) اشغال می‌شود. روی سطح تحتانی لبه محیطی این بریدگی، نیم حجره‌های هوایی متعددی وجود دارد که روی نیم حجره‌های مشابه از استخوان پرویزنی قرار می‌گیرند و سلول‌های هوایی پرویزنی را می‌سازند.
سینوس پیشانی:
دو حفره نامنظم با حجم متغیرند که در ضخامت استخوان پیشانی قرار دارند و توسط یک تیغه استخوانی نازک از هم جدا هستند. چون این تیغه غالباً به یک طرف متمایل است، سینوس‌ها با هم برابر نیستند.
شیار حدقه‌ای‌بینی:
کناره زیرین بخش صدف استخوان پیشانی را شیار حدقه‌ای‌بینی Orbitonasal ridge می‌گویند که شامل لبه چشمی و بریدگی بینی است.